# Pat Ribble
Patrick Wayne „Pat“ Ribble (* 26. April 1954 in Leamington, Ontario) ist ein ehemaliger kanadischer Eishockeyspieler, der im Verlauf seiner aktiven Karriere zwischen 1972 und 1987 unter anderem 357 Spiele für die Atlanta Flames, Chicago Black Hawks, Toronto Maple Leafs, Washington Capitals und Calgary Flames in der National Hockey League (NHL) auf der Position des Verteidigers bestritten hat. Seinen größten Karriereerfolg feierte Ribble im Trikot der kanadischen Nationalmannschaft mit dem Gewinn der Bronzemedaille bei der Weltmeisterschaft 1978.

## Karriere
Ribble verbrachte seine Juniorenzeit zwischen 1972 und 1975 bei den Oshawa Generals in der Ontario Hockey Association (OHA) bzw. der späteren Ontario Major Junior Hockey League (OMJHL), nachdem er im Jahr zuvor bei den Windsor Spitfires in der Southern Ontario Junior A Hockey League (SOJHL) in sechs Spielen im Juniorenbereich Fuß gefasst hatte. Die drei Jahre in Oshawa schloss der Verteidiger mit 85 Scorerpunkten in 214 Einsätzen ab, wobei er zugleich 431 Strafminuten sammelte. Dennoch führte sein Talent dazu, dass er sowohl im NHL Amateur Draft 1974 in der vierten Runde an 58. Stelle von den Atlanta Flames aus der National Hockey League (NHL) als auch im WHA Amateur Draft 1974 von den Indianapolis Racers aus der zu dieser Zeit mit der NHL konkurrierenden World Hockey Association (WHA) in der fünften Runde an 62. Position ausgewählt wurde.
Zur Saison 1975/76 wechselte der 21-Jährige schließlich nach der Vertragsunterschrift in Atlanta in den Profibereich. Die Flames setzten ihn im Verlauf seiner ersten Profisaison aber hauptsächlich in ihrem Farmteam, den Tulsa Oilers, aus der Central Hockey League (CHL) ein. Mit den Oilers gewann er am Saisonende den Adams Cup. Zwar gab Ribble im Verlauf der Spielzeit auch sein Debüt in der NHL, es dauerte allerdings bis weit in das Spieljahr 1976/77 hinein, ehe er sich im Kader der Atlanta Flames dauerhaft behaupten konnte. Schließlich war er bis zum März 1979 Stammspieler des Teams, bevor er Teil des bis dato – an involvierten Spielern gemessen – größten Transfergeschäfts der NHL-Geschichte war. Neben ihm wechselten mit Tom Lysiak, Harold Phillipoff, Greg Fox und Miles Zaharko gleich fünf Spieler zu den Chicago Black Hawks, während Ivan Boldirev, Phil Russell und Darcy Rota den entgegengesetzten Weg nach Atlanta antraten.
Mit dem Weggang aus Atlanta begann für den Kanadier in den folgenden Jahren eine unstete Zeit. Für die Chicago Black Hawks absolvierte Ribble bis zum Januar 1980 saisonübergreifend lediglich 39 Partien. Ein erneuter Transfer brachte ihn im Tausch für Dave Hutchison zu den Toronto Maple Leafs. Dort stand er allerdings nur fünf Wochen unter Vertrag, ehe er nach 13 Einsätzen an die Washington Capitals abgegeben wurde, die im Gegenzug Mike Kaszycki nach Toronto ziehen ließen. Erst bei den Capitals wurde Ribble wieder über einen längeren Zeitraum heimisch und gehörte dem Franchise bis zum November 1981 an. Durch einen abermaligen Transfer gemeinsam mit einem Zweitrunden-Wahlrecht im NHL Entry Draft 1983 wechselte der Defensivspieler zu den Calgary Flames. Um ihn in das Franchise zurückzuholen, in dem er seine NHL-Karriere begonnen hatte, wechselten Randy Holt und Bobby Gould in die US-amerikanische Hauptstadt.
Trotz der Rückholaktion schaffte es Ribble nicht mehr, sich in der NHL zu behaupten, und so bestritt er in den folgenden fünfeinhalb Jahren nur noch 31 weitere NHL-Spiele. Die restliche Zeit verbrachte er in Calgarys Farmteams in der Central Hockey League und International Hockey League (IHL). Dort war er für die Oklahoma City Stars, Colorado Flames, Salt Lake Golden Eagles und Indianapolis Checkers aktiv. Mit den Salt Lake Golden Eagles gewann er dabei zum Abschluss seiner Karriere im Jahr 1987 den Turner Cup der IHL.

### International
Für sein Heimatland spielte Ribble bei der Weltmeisterschaft 1978 in der tschechoslowakischen Landeshauptstadt Prag im Trikot der kanadischen Nationalmannschaft. Dabei konnte er mit den Kanadiern die Bronzemedaille gewinnen. In zehn Turniereinsätzen blieb der Verteidiger punktlos und sammelte 15 Strafminuten.

## Erfolge und Auszeichnungen
- 1976 Adams-Cup-Gewinn mit den Tulsa Oilers
- 1977 CHL Second All-Star Team
- 1984 CHL Second All-Star Team
- 1987 Turner-Cup-Gewinn mit den Salt Lake Golden Eagles

### International
- 1978 Bronzemedaille bei der Weltmeisterschaft

## Karrierestatistik

### International
Vertrat Kanada bei:
- Weltmeisterschaft 1978

(Legende zur Spielerstatistik: Sp oder GP = absolvierte Spiele; T oder G = erzielte Tore; V oder A = erzielte Assists; Pkt oder Pts = erzielte Scorerpunkte; SM oder PIM = erhaltene Strafminuten; +/− = Plus/Minus-Bilanz; PP = erzielte Überzahltore; SH = erzielte Unterzahltore; GW = erzielte Siegtore; 1 Play-downs/Relegation; Kursiv: Statistik nicht vollständig)